# Iglesias (kommun i Spanien, Kastilien och Leon, Provincia de Burgos, lat 42,30, long -3,99)
Iglesias är en kommun i Spanien.   Den ligger i provinsen Provincia de Burgos och regionen Kastilien och Leon, i den norra delen av landet, 210 km norr om huvudstaden Madrid. Antalet invånare är 143.